# Kipphyvel

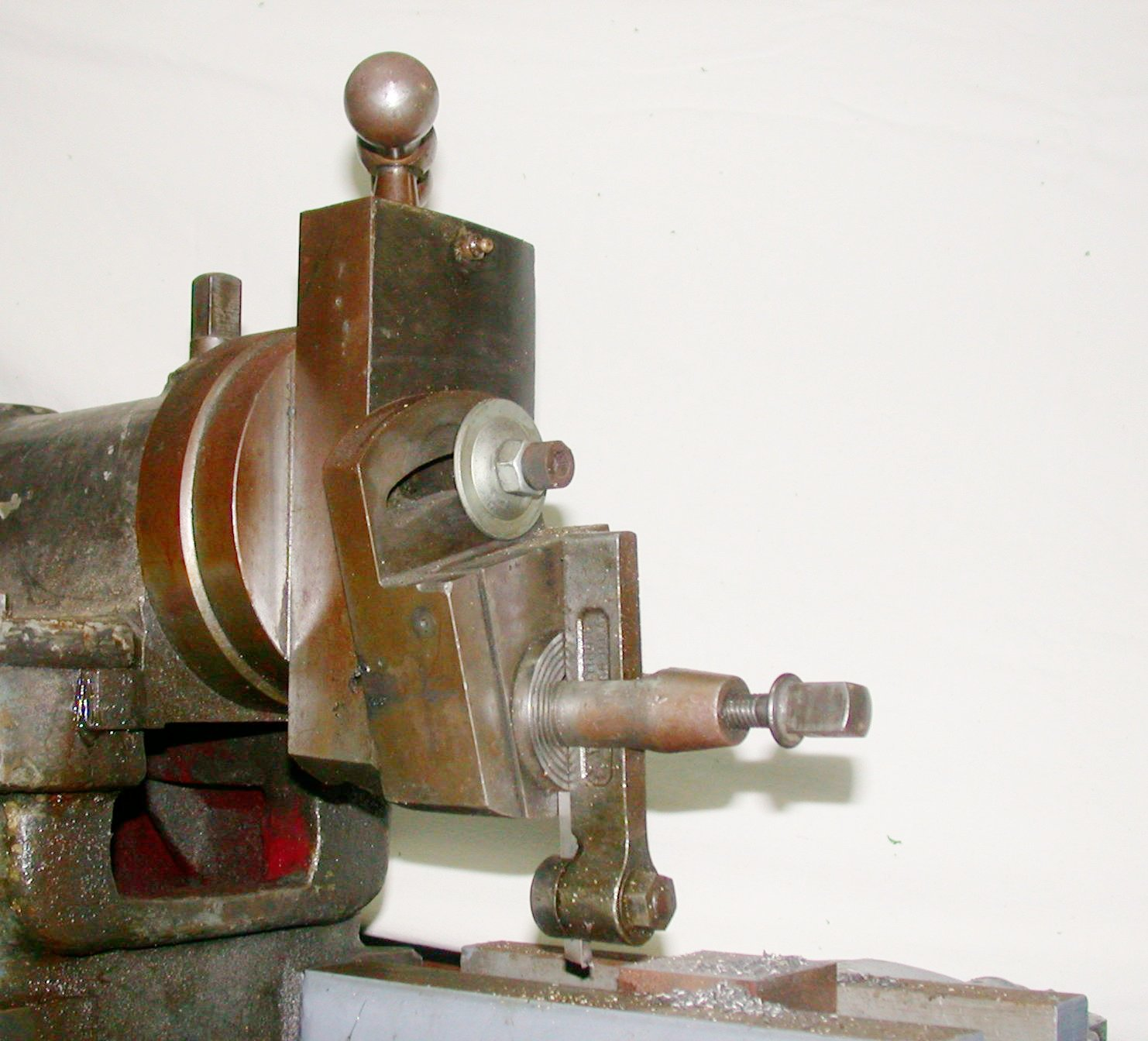
Stötslid, vertikalslid och stålfäste med stålhållare och skärstål

Kipphyvel eller shapingmaskin (engelska: Shaper) är en äldre typ av maskinhyvel inom kategorin kulisshyvlar, avsedd för skärande bearbetning av metaller, huvudsakligen för utvändig planbearbetning av arbetsstycket med god noggrannhet.
Funktionssättet för en kulisshyvel framgår av den animerade bilden nedan. Här överförs en roterande rörelse till en horisontell fram- och återgående rörelse. Arbete utföres bara under den framåtgående rörelsen. Eftersom skärhastigheten är direkt beroende av arbetsslagets längd, måste man sänka slaghastigheten, med stigande storlek på arbetsstycket. Detta görs med en växellåda. Ett maskinbord sitter framför och under den rörliga sliden. Här fästes arbetsstycket, oftast i ett skruvstycke. Detta matas sedan i sidled. Maskinbordet är även inställbart i höjdled.
Den rörliga sliden, stötsliden, är ställbar i längsled. Även slaglängden går att ställa in. En liten maskin har kanske en slaglängd på maximalt 400 mm, en stor hyvel kan slå flera meter. 
På stötsliden sitter en vertikalslid, med ett stålfäste och en stålhållare som håller skärstålet. Det är till sin uppbyggnad mycket likt ett svarvstål, dock är skärvinklarna trubbigare, eftersom skärförloppet är avbrutet. Av samma anledning måste skärhastigheten hållas lägre än vid svarvning. För att skärstålet inte ska skadas under returslaget, då sidomatning sker, är stålfästet rörligt infäst, så att det kan vippa upp framåt. Eftersom arbete bara utförs i ena riktningen, blir avverkningstakten låg, jämfört med en fräs.
Man kan lägga märke till att returslaget går snabbare än framåtrörelsen. Detta är avsiktligt, för att korta ned den improduktiva tiden, och för att få större kraft vid arbetsslaget.
En kipphyvel kan också med framgång användas för att sticka kilspår i remskivor och dylikt. En vinkelhylla och en stålhållare för invändig stickning krävs för detta.
Kipphyveln är billig att utrusta och kan arbeta utan särskild tillsyn. Den var vanlig i mekaniska verkstäder fram till 50-talet, men har konkurrerats ut av modernare fräs- och slipmaskiner. Vissa detaljer, som fräsmaskinbord, hyvlas dock än idag.
Exempel på svenska tillverkare av kipphyvlar var Köpings Mekaniska Verkstads AB och Maskinfabriksaktiebolaget Thule i Malmö.

## Galleri

Principen för en kulisshyvel. Kulissen är på bilden gul.
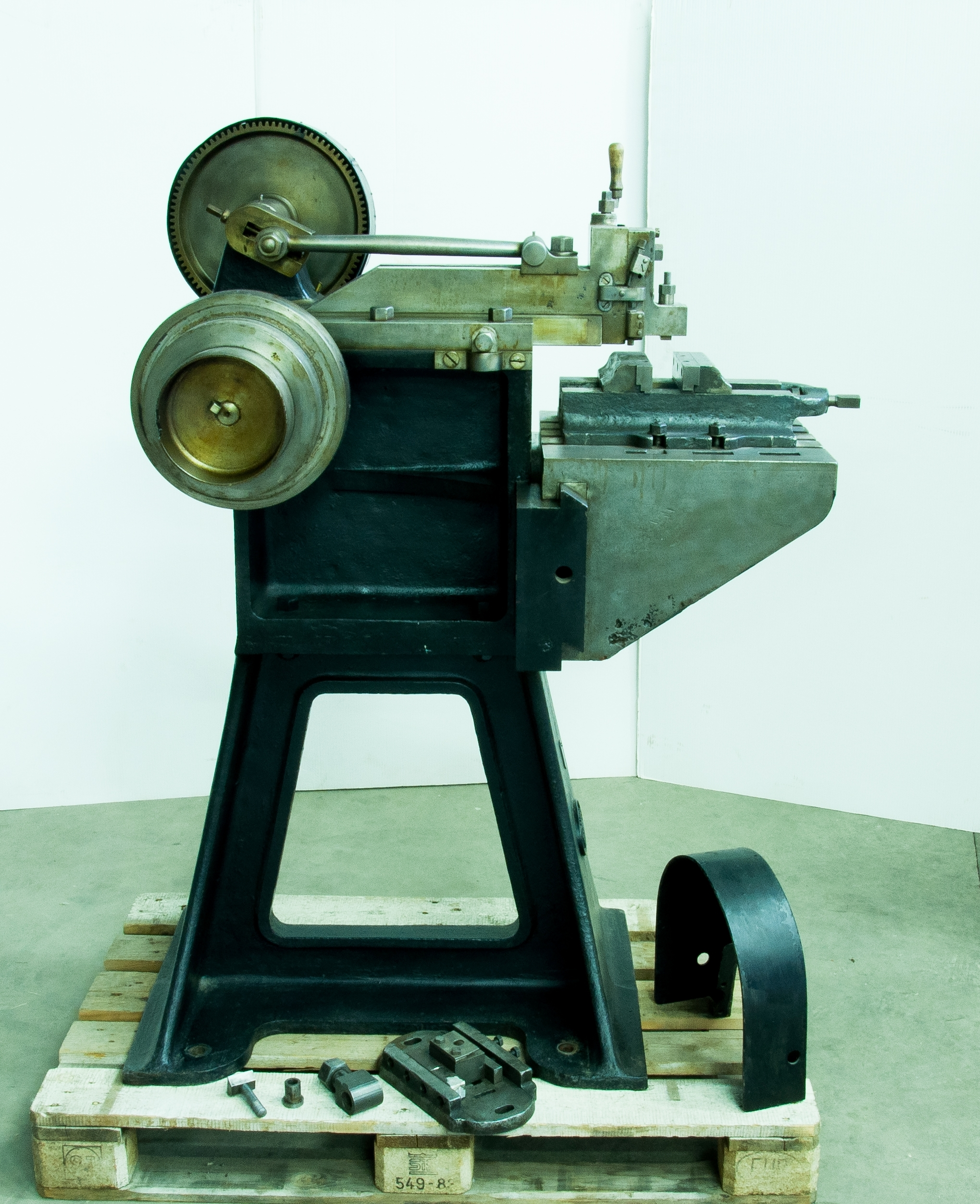
Kipphyvel tillverkad av Köpings Mekaniska Verkstads AB. (1865)
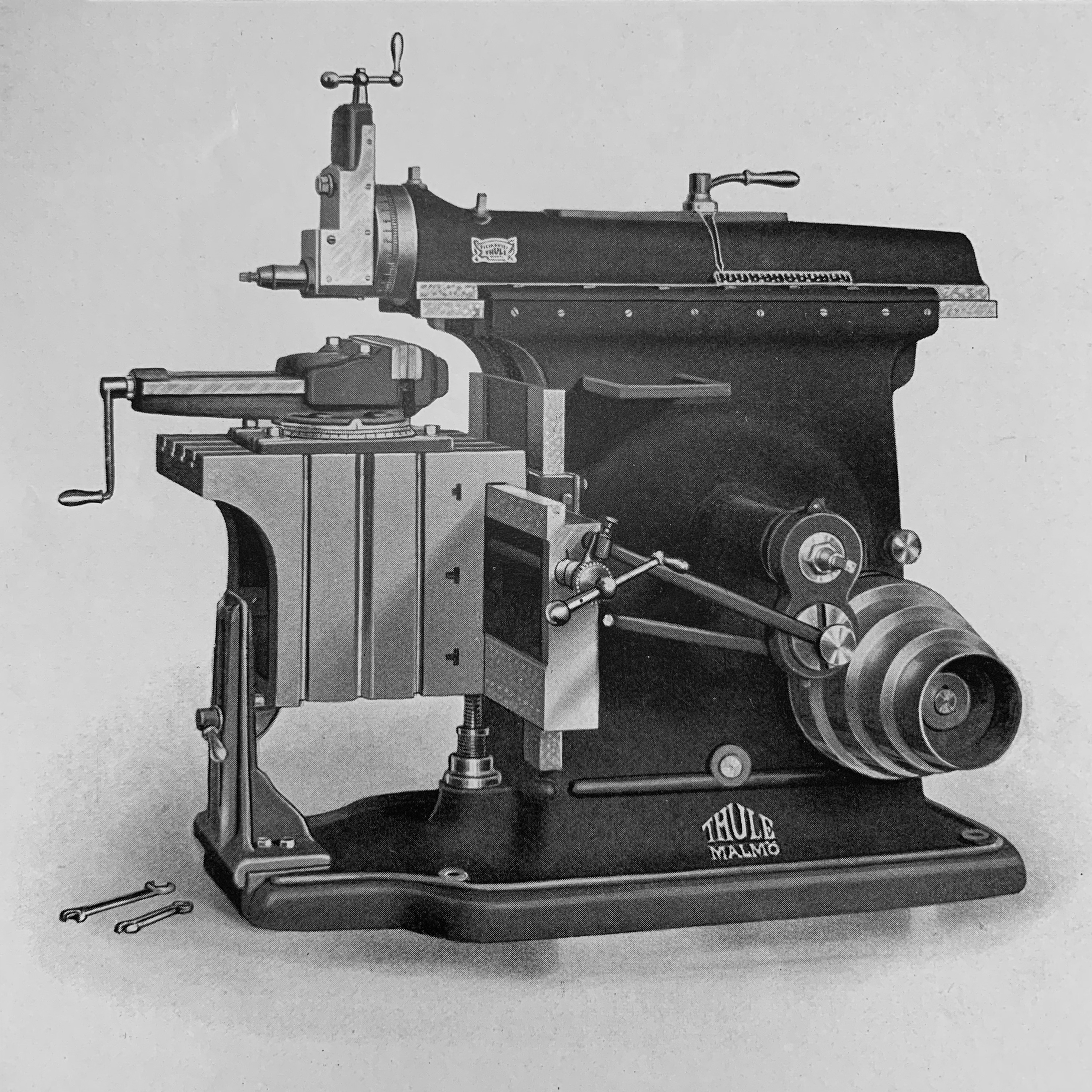
25-tums ”shapingmaskin” tillverkad av Maskinfabriks-AB Thule, Malmö. (1911)
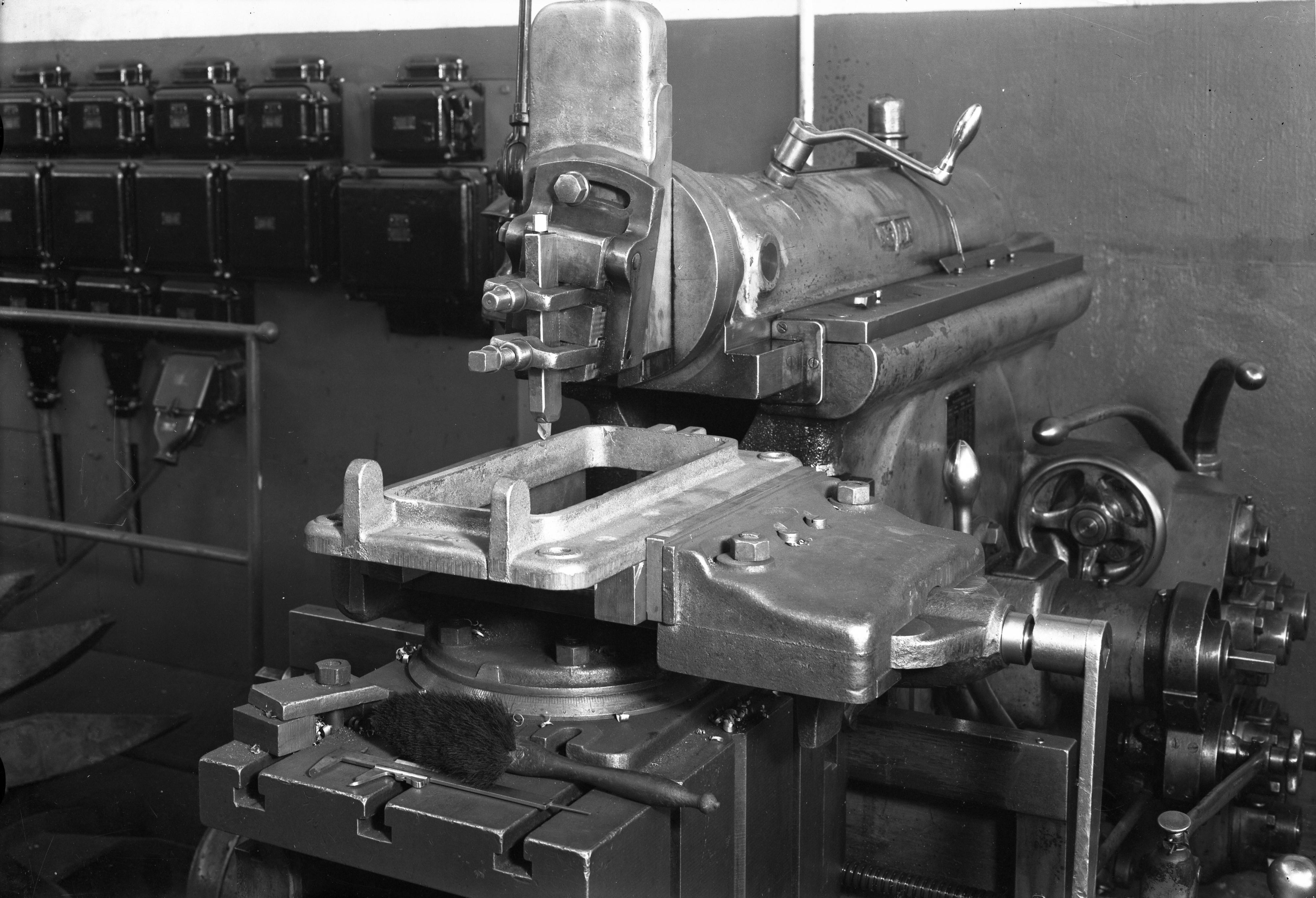
Kippning av lock för Statens Järnvägar. (1943)